# Рат на Косову и Метохији
Рат на Косову и Метохији (алб. Lufta e Kosovës dhe Metohisë) био је оружани сукоб на Косову и Метохији који је трајао од 28. фебруара 1998. до 11. јуна 1999. Борба се водила између снага безбедности Савезне Републике Југославије (СРЈ), које су управљале Косовом и Метохијом пре рата, и сепаратистичке милиције косовско-метохијских Албанаца познате као Ослободилачка војска Косова (ОВК). Сукоб је окончан када је Северноатлантски савез (НАТО) започео ваздушне нападе у марту 1999, који су довели до повлачења југословенских снага безбедности са Косова и Метохије.
ОВК је формирана почетком 1990-их да би се борила против југословенских снага безбедности. ОВК је спровела своју прву акцију 1995, након што је случај Косова и Метохије изостављен из Дејтонског споразума и када је постало јасно да стратегија мирног отпора председника Републике Косово Ибрахима Ругове није успела да уведе Косово и Метохију у међународну агенду. У јуну 1996. ОВК је преузела одговорност за акте саботаже усмерене на полицијске станице на Косову и Метохији, током тадашње побуне на Косову и Метохији. ОВК је до 1997. набавила велику количину оружја кријумчарењем из Албаније, након грађанских немира у којима је оружје опљачкано из полицијских станица и војних касарни у Албанији. Почетком 1998. напади ОВК на југословенске снаге безбедности на Косову и Метохији довели су до повећаног присуства југословенских паравојних и редовних снага безбедности које су касније почеле да спроводе кампању одмазде усмерену на симпатизере ОВК и политичке противнике.
Након случаја Рачак и неуспелих преговора у Рамбујеу, НАТО је интервенисао кампањом ваздушног бомбардовања која је почела 24. марта, правдајући то као „хуманитарни рат”. Рат је окончан Кумановским споразумом, потписаним 9. јуна 1999, при чему су југословенске снаге безбедности пристале да се повуку са Косова и Метохије како би направиле место за међународно присуство. Снаге КФОР-а су ушле на Косово и Метохију 12. јуна. Кампања НАТО бомбардовања СРЈ остала је контроверзна тема, с обзиром да НАТО није добио одобрење Савета безбедности УН, док је бомбардовање проузроковао неколико стотина смртних случајева југословенских цивила. Усвајањем Резолуције СБ УН 1244 потврђен је суверенитет и територијални интегритет СРЈ (данас Србије) над Косовом и Метохијом.
Услед неефикасне акције демилитаризације припадника ОВК од стране снага КФОР-а, која је договорена Кумановским споразумом и Резолуцијом 1244, албански сепаратисти су убрзо започели сукобе на југу Србије и у Републици Македонији. Године 2001. Врховни суд Уједињених нација са седиштем на Косову и Метохији утврдио је да СРЈ није покушала да искорени албанско становништво, па према томе није било геноцида. Након рата, састављен је списак који је документовао да је више од 13.500 људи убијено или нестало током сукоба. После рата, око 200.000 Срба, Рома и других неалбанаца протерано је са Косова и Метохије, а многи од преосталих цивила били су жртве злостављања. Припадници ОВК су током и након рата починили бројне злочине, као што су масакри над цивилима, трговина органима, формирање логора и уништавање културних и религијских споменика. У априлу 2014. Скупштина Републике Косово је формирала специјални суд са међународним судијама са циљем утврђивања злочина почињених у периоду од 1999. до 2000. У јуну 2020. Косовска специјализована већа и Канцеларија специјалног тужилаштва подигли су оптужнице за злочине против човечности и ратне злочине против једног броја бивших припадника ОВК, укључујући бившег председника Републике Косово Хашима Тачија.

## Позадина сукоба

### Позадина сукоба пре појаве Слободана Милошевића
Међуетнички сукоби између Албанаца и Срба почињу након Велике сеобе Срба и опште промене етничке структуре на Косову и Метохији која је уследила. До почетка Другог светског рата, Срби на Косову и Метохији су били подвргнути појединачном и масовном терору албанског дела становништва, са документованим случајевима убистава, рањавања, силовања, пљачке, паљења кућа и села и протеривања. Током Првог светског рата дешавали су се упади Качака са територије Кнежевине Албаније на подручје Метохије, као и напади локалног становништва албанске националности на трупе и цивиле Краљевине Србије. Повратком српске војске после Албанске голготе и пробоја на солунском фронту, тада укључене у југословенску, долази до отпора Качака који је немилосрдно и у крви угушен. У периоду између два светска рата Краљевина СХС а касније и Краљевина Југославија отпочеле су колонизацију Косова и Метохије из мање развијених и пасивних крајева, што је изазвало отпор Албанаца и донекле променило етничку структуру. У Албанији, као и у многим другим земљама у том периоду, јављају се националистички покрети, односно национално буђење. Они за циљ имају протеривање колониста и староседелаца неалбанске националности, као и припајање Косова и Метохије Албанији, односно стварање иредентистичке Велике Албаније. У суштини, националистички покрет Албанаца је своје циљеве као и средства (методе) постизања тих циљева оформио стварањем Прве, Друге и Треће призренске лиге.
Пре, током и након Другог светског рата, подручје Косова и Метохије је у политичком, демографско-етничком, војном и економском смислу било изузетно нестабилно. Мајоризација албанског становништва након завршетка албанске побуне у Бајгори и Дреници и суноврата балиста 1944—1952. узимала је маха, делом и због отворене границе ка Албанији и замисли инкорпорације Албаније у тадашњу СФРЈ, односно стварања велике федерације. Током друге половине 20. века примећени су притисци на преостале неалбанске породице, онемогућавањем мирног живота, уништавањем покретне и непокретне имовине и тихим терором, што је и довело до одласка око 100.000 Срба и других неалбанаца са Косова и Метохије до 1987. Албанска већина је вршила активну дискриминацију Срба и Црногораца те довела исте у изузетно тешку ситуацију крајем 1980-их, на шта је утицала и лоша економска ситуација и криза у којој се нашла СФРЈ након Титове смрти.
У Приштини су 11. марта 1981. избиле изузетно насилне и рушилачке демонстрације Албанаца које су са паролама Косово Република и Трепча ради, Београд се гради захватиле цело Косово и у крви угушене од стране полиције и војске. Укупно је око 11 Албанаца убијено током нереда који су се претворили у оружани сукоб а преко 4.200 ухапшено. Погинуо је и један полицајац а преко педесет демонстраната и неколико полицајаца рањено. Ово је оставило тешке последице по стабилност земље и створило предуслове за будуће сукобе. Албанци, уживајући етничку већину, захтевали су већа права и већу самосталност Социјалистичке Аутономне Покрајине Косово (САП Косово), али неки Албанци вршили су и насиља над Србима. Сукоби су све више притискали савест осталих Срба. Било је питање када ће вође Срба јавно затражити да се насиље заустави.

### Позадина сукоба од појаве Слободана Милошевића
Сукоб у САП Косово нераскидиво је везан за успон у власти Слободана Милошевића. Први велики догађај у том успону догодио се у Косову Пољу код Приштине у априлу 1987. када је окупљеним Србима изговорио речи: „Нико не сме да вас бије!” Уследило је брзо уздизање Милошевића на политичком пољу, а почеле су борбе за превласт у руководству Савеза комуниста у Србији, али и Југославији.
Федералним уставом из 1974. аутономне покрајине Војводина и Косово добиле су положај сличан као и шест република чланица СФРЈ, али та изједначеност република и две покрајине није формално потврђена именовањем покрајина у републике. Током 1980-их ове две покрајине имале су засебна места у Председништву. Милошевић и његове присталице у марту 1989. донели су уставне амандмане којим је СР Србија вратила надлежности које су јој одузете уставом из 1974.
Усвајање амандмана на Устав СР Србије изазвало је незадовољство и протест Албанаца, а потом, кад је почео распад СФРЈ, први пут је захтевана независност. Уследиле су масовне демонстрације Албанаца 28. марта 1989. који су захтевали повраћај на претходно стање и враћање надлежности покрајине, које су оштро и у крви угушене од стране снага реда СФРЈ и Србије, а којом приликом је погинуло 22 демонстранта и два полицајца. Осим етничких, Косово и Метохију су притискали и економски проблеми, где је покрајина била један од најсиромашнијих крајева тадашње СФРЈ.
Већ 28. јуна 1989. на Косову Пољу се показало да САД и неке друге утицајне државе у свету нису спремне да подрже Милошевићев начин решавања проблема на Косову. На прослави 600 година Косовске битке 28. јуна на Газиместану Милошевић је одржао један од највећих митинга у историји државе пред 600.000 до 1.000.000 људи.
Од увођења вишестраначја у Југославији (1990), у САП Косово дошло је до потпуног одвајања политичких представника Албанаца и Срба, а албански посланици у распуштеној Скупштини САП Косово усвојили су 2. јула 1990. године Декларацију о стварању Републике Косово у СФРЈ и повели већину Албанаца у бојкот власти Србије. Између осталог, бојкотовани су попис становништва 1991, али и образовни систем Србије и, паралелно са званичним школама Србије, Албанци су организовале своје нелегалне школе. Стварали су и паралелне структуре власти, а вођа албанског отпора био је Ибрахим Ругова, књижевник и вођа Демократског савеза Косова, који је од 1990. био председник Републике Косово. Ипак, проблем Косова и Метохије није био у жижи светске јавности све док су трајали сукоби у Хрватској и Босни и Херцеговини. Ови ратови током распада СФРЈ, касније увођење економских санкција Савезној Републици Југославији (СРЈ) су додатно отежале живот становништва. Са културолошких и социјалних страна дошло је до кримогенизације друштва и државе, остављене су тешке последице по социјалну сигурност грађана и сиромашења земље.
Представници Србије и Албанаца су постигли 1996. договор о повратку албанских ђака из импровизованих школа у државне школе. Пуних годину дана ниједна страна није применила ништа од договореног. У јесен 1997. албански студенти Универзитета у Приштини су започели демонстрације, који су се претворили у немире. Студенти су тражили да им се омогући преузимање објеката Универзитета у Приштини и школовање ван система Србије.

## Борбе ОВК и српских снага

### Напади ОВК

#### 1996.
Готово непримећено у медијима, побуна на Косову и Метохији започела је 1995. Тада су албанске оружане групе извеле прву већу синхронизовану акцију у нападима у Дечанима, Пећи, Штимљу и код Косовске Митровице када су убили пет и ранили још четири особе. Најкрвавије је било у Дечанима, где је приликом напада на кафану Чакор убијено троје цивила а рањен један. Мало касније, у Пећи, на путу Пећ—Приштина, припадници ОВК су напали патролу полиције и ранили два полицајца. У нападу на полицијску станицу у Штимљу убили су полицајца Миленка Буцића (1972). У нападу код Косовске Митровице погинула је једна жена а тешко рањен полицајац.
Са око 150 припадника, ОВК је 1996. отпочела оружане нападе у Приштини, Вучитрну, Косовској Митровици, Пећи, Сувој Реци, Подујеву и другим местима на Косову и Метохији. Већину првих жртава ОВК чинили су Албанци који су били припадници Министарства унутрашњих послова Републике Србије (МУП) или су на неки други начин сарађивали са властима Србије.
Дана 17. јуна 1996. нападнута је полицијска патрола у селу Шипоље код Косовске Митровице. Погинуо је полицајац Предраг Ђорђевић (1968) а тешко је рањен његов колега Зоран Вукојичић. Напад су извели припадници ОВК Хашим Тачи, Јакуп и Авни Нура, Бесим Рама и Сами Љуштаку. Истог дана је бачена ручна бомба и пуцано из аутоматског оружја на полицијску станицу у селу Лужане али није било последица.
Дана 28. августа 1996. у селу Доње Љупче код Подујева припадници ОВК су убили Ејупа Бајгору (1952), полицијског инспектора из СУП-а Приштина, само због тога што је био Албанац одан Србији.
Дана 25. октобра 1996. два полицајца су убијена у нападу ОВК код села Суркиш у општини Подујево — Милош Николић (1962), полицијски инспектор СУП-а Приштина, и Драган Ракић (1954), полицајац у резерви.

#### 1997.
Дана 9. јануара у центру Подујева Албанац Малићи Сахоли, посланик у општинском савету Подујева и припадник Социјалистичке партије Србије (СПС), убијен је од стране припадника ОВК због оданости српским властима.
Дана 16. јануара, подметањем бомбе испод аутомобила у приштинском насељу Дарданија, тешко је рањен тадашњи ректор Универзитета у Приштини Радивоје Паповић. Овај покушај атентата је уследио после два физичка напада на Паповића и претњи да мора напустити функцију ректора или ће бити убијен.
Дана 31. јануара ОВК је из возила у покрету извршила напад на припаднике полиције код Вучитрна ранивши том приликом тројицу полицајаца. Припадници МУП-а су узвратили ватру и ликвидирали Захира Пајазитија (1952) — команданта Лапске групе ОВК који је организовао све претходне нападе на подручју Подујева и Вучитрна, и још двојицу припадника ОВК — Хакифа Зејнулахуа и Едмонда Хоџу. То су били први погинули борци ОВК на Косову и Метохији.
Дана 10. априла у селу Бањица код Глоговца, припадници ОВК су из аутомата убили Рамиза Љеку, који је радио у Општинском већу Глоговца.
Дана 16. мајa у Србици у нападу припадника ОВК тешко су рањени полицајци Миомир Кицовић и Радисав Бланић.
Дана 21. јула ОВК је убила помоћника окружног тужиоца у Пећи, Мирољуба Петровића.
Дана 23. августа од стране ОВК убијен је шумски радник Садик Морина, који је дуже време примао претње јер „ради у служби Србије”.
Дана 16. октобра ОВК је извршила напад на полицијску станицу у селу Клинчини. Приликом напада погинуо је припадник ОВК Адријан Краснићи (1972), док полиција није имала губитака. Адријан Краснићи је био је близак сарадник Рамуша Харадинаја, као и један од организатора напада ОВК у околини Пећи у претходном периоду.
Дана 26. новембра приликом напада ОВК на полицијску станицу Рзнић код Дечана убијен је полицајац Драгић Давидовић (1965). Тешко су рањени полицајци Жарко Милошевић и Миодраг Лутовац.
Дана 28. новембра на сахрани учитеља Халита Гецаја у селу Лауша код Србице, на Дан албанске заставе, по први пут су се у јавности појавили припадници ОВК. Били су то Реџеп Селими, Мује Краснићи и Даут Харадинај, брат Рамуша Харадинаја. Они су у говору пред више хиљада људи истакли да се ОВК бори „за слободу Албанаца од српског окупатора”.
Напади ОВК су вршени лаким пешадијским наоружањем и тромблонским минама. Највећи део наоружања ОВК је потицао из Албаније, када су војна складишта албанске војске опљачкана током грађанских немира због краха пирамидалног система банака 1997. Оружје је кријумчарено преко тешко проходних планина на југословенско-албанској граници. ОВК је такође имала центре за обуку на територији Албаније.

### Оружана побуна Албанаца 1998.

#### Почеци оружане побуне (јануар—април 1998)
ОВК је деловала као скупина више слабо повезаних група, а према проценама направљеним у Војсци Југославије, од почетка 1998. до марта 1998. ОВК је имала око 3.000 наоружаних и војно организованих побуњеника, а укупно наоружаних присталица око 7.000. Међу групама ОВК најважнија је била дреничка група коју је непосредно водио Адем Јашари, који је одређен за команданта ОВК од 1993. Већи сукоб Јашаријеве групе са српском полицијом десио се 22—23. јануара. Тада је група од 7—8 лица на путу Србица—Дреница заустављала возила и малтретирала путнике. На лице места је дошла патрола полиције која је након пушкарања почела да гони припаднике ОВК међу којима је био Адем Јашари. Група је побегла у село Доње Преказе, а полиција је стигла у село и позвала их на предају. На полицију је запуцано их свих кућа а група ОВК је успела да се извуче из села. Након сукоба полиција је јавила да је Адем Јашари рањен у сукобима.
Специјални представник САД Роберт Гелбарт је 23. фебруара 1998. у Београду изјавио да је „ОВК без икакве сумње терористичка организација”. Убрзо је дошло до промене јавног става САД и њихових најближих савезника према албанској ОВК на Косову и Метохији.
Сукоб у Ликошану, северно од Глоговца, између полиције и припадника ОВК десио се 28. фебруара 1998. Овом приликом погинуло је четири полицајца МУП-а Србије, као и око 15 припадника ОВК. После тог сукоба, британски министар спољних послова Робин Кук тражио је хитан састанак Контакт групе због „прекомерног коришћења силе” у Ликошану.
Дана 5. марта 1998. између полиције и ОВК догодио се сукоб у Доњем Преказу. Полиција је након напада ОВК у Лауши раније тог дана опколила Јашаријеву кућу у селу Доње Преказе и позвала га на предају. Он је то одбио. Уследио је дводневни сукобу 5—6. марта 1998. у селу Доње Преказе, источно од Србице, у коме су убијена два полицајца Србије, а око 50 Албанаца, међу њима и Адем Јашари. Овај сукоб је хомогенизовао Албанце, који су се од тог догађаја масовније прикључивали ОВК, а САД и Европска унија су оптужиле Србију за прекомерну употребу силе. И овај сукоб, као и сукоб у Ликошану, на Западу је представљен као масакр над недужним албанским цивилима и заинтересовао је западне силе за уплитање у тек започети сукоб на Косову и Метохији. Већ 9. марта Контакт група је у Лондону изложила захтев председнику СРЈ Слободану Милошевићу да хитно реши косовско-метохијско питање и дат је рок од 10 дана за повлачење специјалне полиције из јужне српске покрајине, обустављање „акција против албанских цивила” итд.
Током марта и априла 1998. ОВК је на развила своје активности на Косову и Метохији. У току ова два месеца ОВК је извела 106 напада широм покрајине, што показује на брз пораст броја напада у односу на период јануар—март када је изведено само 27 напада. Готово свако албанско село у Дреници и Метохији формирало је борбене групе за „ослобођење Косова”. Те групе су набављале оружје у северној Албанији, и то преко Глођана, где је командант био Рамуш Харадинај, и потом се враћале истим путем. Ниједна група није могла да прође кроз Глођане без Харадинајевог знања. Водичи који су пребацивали групе са Косова и Метохије у Албанију имали су документа да су легитимни представници својих села за набавку оружја. У почетку се оружје делило бесплатно, а потом је то прерасло у посао.
Дана 24. марта 1998. у нападу на полицијску патролу у селу Дубрава код Глођана убијен је полицајац Миодраг Отовић (1962), а тешко рањен његов колега Слободан Јокић. Након тога полиција је напала комплекс ОВК у Глођану али, и поред губитака на страни ОВК, село остаје центар побуне у Метохији. Рамуш Харадинај је у сукобу рањен. Полиција је током претреса Харадинајеве породичне куће пронашла спискове да именима Албанаца, за које је ОВК сумњала да сарађују са српским властима. Једног од њих, Мурата Хађоцаја, ОВК је убила у јесен 1998. Сутрадан по разбијању групе ОВК, представници МУП Србије су у Приштини новинарима показали оружје и опрему ОВК који су заплењени у селу Глођане. Том приликом је заплењено 10 аутоматских пушака кинеске и руске производње, три митраљеза, о којих један тешки, две снајперске и две полуаутоматске пушке, две маузерке, америчка пушка пумпарица, осам пиштоља, 10 кинеских ручних бомби, три мине за ручни бацач, велика количина муниције, униформе и опрема немачке и америчке производње.
Као одговор на све чешће захтеве и притиске за међународно посредовање у кризи и довођење верификаторске мисије на Косово и Метохију, владајућа коалиција у Србији је организовала референдум 23. априла 1998. и са 95% гласова је одлучено да стране снаге не дођу на Косово и Метохију. У периоду од 21. до 23. априла у селима Горњи Ратиш и Дашиновац, у општини Дечани, отето је седморо српских цивила и потом убијено од стране ОВК. Српски политички врх је покушавао да преговара са албанским вођством, на које су Албанци одбијали да дођу, правдајући се акцијама МУП Србије против цивила. Након неколико неодржаних састанака, председавајући српске делегације Ратко Марковић је позвао и представнике осталих косовско-метохијских мањина.
У исто време, 24. марта 1998. створена је нова Влада Србије, у којој је председник био Мирко Марјановић из СПС, а од пет потпредседника владе два (Војислав Шешељ и Томислав Николић) су била из Српске радикалне странке. Влада левице и деснице била је изразито против мешања западних сила у решавање питања Косова и Метохије сматрајући да је то унутрашње питање СРЈ, а истовремено су повећали војни и полицијски буџет.

#### Заоштравање сукоба (мај—јул 1998)
Током 3. и 4. маја воде се сукоби у Поношевцу. Нападнути вишеструко бројнијим снагама ОВК, блокирани полицајци су затражили појачања из Ђаковице како би одбранили станицу и спасили животе два рањена полицајца. Појачање је, међутим, пристигло и нападачима, па су се борбе у селу Поношевцу и у његовој околини наставиле током целе ноћи и читавог наредног дана, 4. маја. Када је у Поношевцу разбијена група ОВК, међу погинулима је нађен и један црнопути човек. Према идентификационим документима нађеним код њега установљено је да се ради о Џабер Имад Мадедину из Судана. Погибија овог муџахедина потврдила је да се на КиМ водио не само „ослободилачки рат” него и џихад, односно свети рат муслимана против хришћана.
Један полицајац је погинуо, а двојица су тешко рањена 12. маја, у нападу на патролу Посебне јединице полиције (ПЈП) који се догодио у близини села Ратковац, у општини Ораховац. Убијен је полицајац Александар Мицић (1969), а рањени су Сашко Ђуричић и Миливоје Зекић, сва тројица из Велике Хоче. Напад на полицијску патролу извршен је у току покушаја припадника полиције да деблокирају села Братотин и Ратковац од ОВК. Чета ПЈП из Призрена под командом Вељка Раденовића извукла је 50-ак Срба из села Братотин и спасила их готово сигурне смрти.
Дана 23. маја на станици у селу Бањица, у Дреници, из воза на линији Косово Поље—Пећ је отет полицајац Иван Булатовић, командир полицијске станице у Глоговцу. Касније је мучен и убијен од стране ОВК у селу селу Ликовцу тако што му је моторном тестером одрубљена глава.
Из села у којима је деловала, ОВК је нападала комуникације како би зауставила саобраћај и тако паралисала покрајину. МУП Србије је одговорио постављањем контролних тачака и патрола на путевима, па су заседе и герилски напади на полицајце били свакодневни. Посебно драматично било је у месту Дечани, одсечено од територије под надзором српских снага, претрпано српским избеглицама, без електричне струје и телефонских веза. Деблокада Дечана је изведена почетком јуна 1998, а први пут у борбама са ОВК у унутрашњости Косова и Метохије учествовала је Војска Југославије. У току борби око Дечана, по проценама Уједињених нација (УН), у збеговима се привремено пронашло најмање 65.000 Албанаца. САД и ЕУ су оптужиле Србију за ратне злочине, етничко чишћење и хуманитарну катастрофу, па је под овим разговором НАТО распоредио своје трупе у Републици Македонији и Албанији. У исто време, Контакт група је захтевала од Србије да повуче своје специјалне снаге ван покрајине и омогући несметано кретање западних дипломата по Косову и Метохији. Србија је подршку тражила од Русије, али после сусрета Милошевића и Бориса Јељцина 16. јуна 1998. у Москви, Милошевић је морао удовољити захтевима Контакт групе. Још док је Милошевић био на путу, 13 чланица НАТО пакта је над Албанијом и Македонијом извело војну вежбу под називом Одлучни орао.
Почетком лета 1998. ОВК је имала око 20—25.000 припадника и успела да овлада над око 40% територије, углавном села и мање варошице на Косову и Метохији, док су већа насељена места у којима је било већих полицијских одреда била у блокади. Охрабрена интервенцијом Запада, ОВК је 28. јуна, три дана након сусрета америчког изасланика Ричарда Холбрука са представницима ОВК у селу Јуник, заузела рудник угља Белаћевац удаљен 15  од Приштине и том приликом отели девет радника. Угљенокоп је снабдевао угљем косовско-метохијске термоелектране, па је полиција била присиљена да га брзо поврати. МУП Србије је повратио рудник 1. јула. Судбина отетих радника је још увек непозната.
Село Кијево у Дреници, на магистралном путу Приштина—Пећ, у то време је било под потпуном блокадом од стране ОВК. Они су током једномесечне опсаде свакодневно изводили нападе на српску полицију и цивиле у том селу. ОВК је направила обруч око Кијева са циљем да уништи локалну полицијску јединицу. Током тих борби погинуло је више особа, међу којима и директор школе у Кијеву, Радош Спасић. Полиција је извела акцију деблокаде села 3. јула и том приликом ОВК је разбијена а Кијево, које је Холбрук назвао најопаснијим местом у Европи, деблокирано је чиме је спашено 100 српских цивила и 50 полицајаца.
У селу Лођа, 6. јула извршен је напад из заседе на полицајце који су покушавали да извуку српске породице из окружења ОВК. Том приликом су убијена три полицајца — Мирко Радуновић (1962), Дејан Прелевић (1974) и Мило Рајковић (1957), док су деветорица рањена. Заробљен је полицајац Срђан Перовић (1962), који је након мучења од стране ОВК убијен у наредним данима.
Циљ ОВК у јулу 1998. био је да освоје барем један већи град. Избор је пао на Ораховац, у ком није било гарнизона ВЈ или јаче станице полиције. Напад на Ораховац је почео 17. јула 1998. У току дводневних борби припадници ОВК су овладали свим значајним објектима у граду (Дом здравља, пошта, зграде општинске управе), блокирали полицијске снаге и спровели организована дејства против цивила српске националности. Припадници МУП-а Србије су били блокирани у станици и хотелу. Ове снаге ОВК су потиснуте јаким дејствима удружених снага Војске Југославије и Полиције Србије које су после дводневних борби, поново овладале Ораховцем. Овај напад представља прво и последње ангажовање снага ОВК у борби у урбаној средини, јер након неуспеха у Ораховцу, нису се усуђивали напасти ниједно веће место. Иначе, ОВК није победио српске снаге нити у једној борби на Косову и Метохији 1998—1999.
У селима око Ораховца трајао је терор ОВК над неалбанским живљем са отмицама, убиствима и нападима на цивиле. До 22. јула, у нападима на Ораховац и околна села Ретимље, Оптерушу, Зочиште и Велику Хочу, отето је укупно више од 110 цивила српске националности. Након посредовања Црвеног крста припадници ОВК су пустили жене и децу из колоне отетих. Око 45 цивила се по повратку жена и деце водило као нестало. Пронађени су посмртни остаци 40 жртава, од тога 28 у стратишту Волујак и још 12 у масовној гробници у Малишеву. Случај „Ораховац 1998” испитивало је Хашко тужилаштво, али није подигло ниједну оптужницу, као ни Међународни суд при УНМИК који је касније преузео предмет.
Православни манастир Зочиште, 5  од Ораховца, у ком су се чувале мошти светог Козме и Дамјана, нападнут је и опљачкан 20. јула, а монаси и 28 српских цивила који су спас од ОВК потражили у овој светињи, одведени су у логор ОВК. По сведочењу игумана Јована, старешине манастира Зочиште, напад на манастир минобацачима и аутоматским оружјем је трајао пуна четири сата. Две гранате из минобацача су погодиле манастир. Једна је експлодирала на крову конака, а друга је погодила зимску капелу. Монаси и цивили су заробљени и аутобусом одвезени дубоко у врлети изнад Малишева. После дводневног заробљеништва предати су Црвеном крсту.
У раним јутарњим часовима 18. јула 1998. на подручју караула Ђеравица и Кошаре 700 до 800 припадника ОВК са оружјем натовареним коњима ушла је на територију СРЈ. У сукобу са ВЈ страдало је 36 припадника ОВК, а рањен је један разводник ВЈ. Заплењена је већа количина наоружања. Ова група ОВК је кренула у појачање ОВК која је водила борбе у Ораховцу. Ефикасном интервенцијом граничара спречени су у својој намери.

### Офанзива ВЈ и српске полиције

#### Борбе у Дреници
Након осујећивања заузимања Ораховца, српске снаге су преузеле иницијативу. Покренута је снажна офанзива на читавом подручју Косова и Метохије са циљем ослобађања насељених места и деблокаде путних праваца који су били под контролом ОВК. Офанзива српских снага против ОВК почиње 25. јула деблокадом пута Приштина—Пећ. Воде се борбе на целом правцу деблокаде, а нарочито у Лапушнику, где се поред базе налазио и логор ОВК. У току борби поред осталих погинуо је и један од команданата ОВК Имер Алушани (1964). Овде је најмање 10 цивила убијено у месецима пре акције полиције, а 25. јула када су разбијени, припадници ОВК су повели са собом 22 цивила од којих је девет пуштено а 13 убијено.
Дана 26. јула приликом тешких борби у рејону превоја Дуље гину двојица припадника Војске Југославије када је њихов тенк Т-55 погођен ракетом из ручног бацача од стране ОВК. Погинули су возач тенка Иван Димитријевић (1977) и нишанџија Зоран Јанковић (1977). Воде се борбе и око превоја Троја у ширем рејону Малишева, који је био изузетно утврђен. То је иначе био батаљонски рејон одбране који је 1980-их година направила ЈНА. Биле су урађене комплетне линије, бункери, склоништа. Све је било бетонирано. То је била најјача линија одбране на планини Милановац, која је требало да спречи евентуални продор из Албаније. Поред постојеће линије одбране, припадници ОВК су направили и додатне бункере и ровове. Погинуо је капетан ВЈ Владан Микичевић (1966), начелник безбедности 549. моторизоване бригаде, када је покушао да наведе тенк да дејствује по положајима ОВК које је уочио.
Упркос жестоком отпору претходних дана, већ 28. јула 1998. снаге безбедности са три стране улазе у Малишево. У овом селу се налазило једно од најважнијих седишта ОВК после пада Доњег Преказа. ОВК није озбиљније бранила само Малишево већ се повлачи заједно са десетак хиљада мештана и избеглица. Полиција је у Малишеву пронашла у бункерима и фотографским радњама обимну документацију ОВК. У овом највећем центру ОВК, вођена је евиденција свих припадника ОВК под заклетвом и оружјем, а такође су сликани и снимани камером. На основу откривене документације спроведена је опсежна истрага.
Полиција је после заузимања Малишева, спровела и деблокаду магистралних путева у Дреници. Дана 30. јула пут Малишево—Ораховац поново је отворен за саобраћај. У исто време деблокиран је и пут Малишево—Дуље—Штимље. Претходно, полицијске снаге су деблокирале пут Косовска Митровица—Пећ преко Истока, на деоници пута Горња Клина—Рудник. Тиме су сви значајнији путни правци у јужној српској покрајини очишћени од ОВК.
Током августа је полиција под своју контролу ставила и највећи део Дренице и Метохије. Почетком августа од стране полиције је разбијена и муџахединска јединица ОВК Абу Бекир Сидик а њене вође су при покушају илегалног преласка границе и бекства у Албанију похватане. Одлучном акцијом припадника МУП-а Србије припадници ОВК су 3. августа 1998. избачени из ширег подручја општине Клине. Од припадника ОВК су очишћена села клинска села Церовик, Чабић, Забрђе, Добри Дол, Добра Вода, Сићево, Велики Ђурђевик и Игларево. Полиција је поподне 3. августа разбила упоришта ОВК код села Јабланице, западно од Клине. Јабланица је била један од најтврђих бастиона ОВК. Ту се налазио и један од највећих оружаних арсенала ОВК. Овом насељу је било много тешко прићи, јер је свака кућа још 1997. претворена у утврђење, а између су били начичкани бункери испресецани међусобно повезаним рововима и каналима. У Јабланици се налазио и један од неколико логора ОВК на подручју Косова и Метохије.
Јаке полицијске снаге су сутрадан, 4. августа, коначно деблокирале и Лаушу, село у дреничком крају, које су припадници ОВК држали у својим рукама више месеци. У току акције у Лауши погинуо је припадник МУП-а, Бранислав Веселиновић (1972). Под налетом полиције највећи број припадника ОВК је побегао из својих утврђења и бункера којима је село било испресецано. Само најокорелији су пружали отпор бежећи у шуме и спасавајући главе склањајући се дубље у Дреницу. Падом Лауше отворен је пут за даље напредовање полиције у гоњењу терориста.
Дана 6. августа полиција улази у стратешки важно село Ликовац. Ту се налазио један од терористичких штабова јер се село налази дубоко у брдима у троуглу између Србице, Глоговца и Клине, на подручју удаљеном од већих путева и комуникација. Преко бункера и ровова полицајци су напредовали према манастиру Девич из 15. века, који је више месеци био под блокадом дреничке групе ОВК. Пре тога полиција је протерала ОВК из засеока Лудовићи које се налази у непосредној близини манастира. Припадници ОВК су у повлачењу пред налетом припадника МУП-а отворили ватру на манастир Девич. Међутим, само је незнатно оштећена кровна конструкција, док је целокупно здање остало нетакнуто. Тиме је 9. августа деблокиран манастир Девич, а монахиње из манастира су по први пут после вишемесечног живота у блокади изашле изван манастирских зидина. Ово је уједно била и последња офанзивна акција у Дреници која је тако почетком августа 1998. очишћена од ОВК.

#### Борбе у Метохији
Тежиште борби се премешта на југозапад Метохије. Дана 9. августа вођена је крвава борба у селу Прилеп у близини манастира Високи Дечани. Приликом разбијања добро утврђених припадника ОВК у овом селу погинула су четири припадника полиције — Срђан Драшковић (1967), Зоран Ђокић (1970), Бојан Коцић (1975) и Здравомир Букилић (1970). Након тога воде се борбе у ширем рејону оближњих Глођана. Полиција у дводневној акцији 11—12. августа деблокира Глођане и истерује ОВК из села. Јединице полиције су у тешким борбама разбијањем ОВК створиле услове за потпуну нормализацију саобраћаја на путу Дечани—Ђаковица. Припадници ОВК под командом Рамуша Харадинаја су починили стравичне злочине над цивилима код канала на Радоњићком језеру у близини Глођана. Са дна канала, са дна језера и у ракама у непосредној околини канала полиција је 7. септембра 1998. пронашла и извадила 39 лешева убијених жртава оба пола српске и албанске националности. Чак су пронађени и остаци једног детета које је још пило млеко на цуцлу.
Дана 15. августа полиција је ушла у добро утврђени Јуник. У суседном селу Вокша тог 15. августа погинула су четворица припадника МУП-а Србије. Погинули су мајор полиције Милорад Рађеновић (1962), капетан Драгољуб Шуковић (1960) и водници полиције прве класе Здравко Мишкин (1957) и Гојко Војновић (1958). Страдали су на осматрачници коју су припадници ОВК погодили минобацачем. Полиција је поподнева тог дана, поред Јуника, преузела контролу и над Вокшом. Разбијене снаге ОВК су покушале из ширег рејона Јуника да се извуку из блокаде и побегну у Албанију. Граничне јединице Војске Југославије спречиле су покушаје и у обрачуну нанеле бројне губитке ОВК. У одбијању напада ОВК погинуо је поручник ВЈ Никола Вујичић (1970), а тешко је рањен војник Миша Убоја (1978), који је од задобијених повреда преминуо у току превожења хеликоптером на ВМА.
Воде се борбе и у околини Пећи, где је полиција такође покренула офанзиву против ОВК. У сукобу са ОВК код села Лође 15. августа 1998. погинуо је припадник Јединице за специјалне операције (ЈСО) Горан Петровић (1968). Јака упоришта ОВК у околини Пећи, Лође, Грабовца, Доброг Доа, Крушевца и Раушића, од 17. августа 1998. под потпуном су контролом полицијских снага Србије. У борби са ОВК код села Љубенић погинуо је полицајац Зоран Аничић (1970). У Лођи су откривена закопана тела Срђана Перовића и Милорада „Мила” Рајковића који су настрадали од стране ОВК јула исте године.
Након елиминације припадника ОВК са јуничког и пећког подручја, портпарол МУП-а Србије пуковник Владан Чолић је 18. августа изјавио да је цело подручје Косова и Метохије под полицијском контролом: „Чињеница је да МУП држи под контролом територију Косова и Метохије, да је све више припадника албанске националне мањине који се враћају у градове и да живот нормално тече.”

#### Борбе у централном делу КиМ
Ипак борбе су се наставиле у планинским крајевима, на Неродимки, Чичавици и косовско-метохијском делу Копаоника. Нови напади ОВК половином августа су покренули српску операцију у делу Косова јужно од пута Приштина—Пећ. Воде се четвородневне борбе на добро утврђеном превоју Дуље, да би снаге безбедности после детаљног извиђања и жестоких борби разбили снаге ОВК четвртог дана борбе, 27. августа 1998. Ово је довело до освајања Клечке 27. августа и открића крематоријума у којима је ОВК спалила тела својих жртава. После разгледања импровизоване касарне, новинари су обишли место где су стрељани заточени Срби, на коме је управо тада један од двојице заробљених припадника ОВК, Беким Мазреку, давао исказ истражном судији Даници Маринковић детаљно описујући на који начин су он и други припадници ОВК стрељали заробљене Србе. Рекао је: „Поређали смо их уз ограду и пуцали одједном. То су нам наредили Фатмир Лимај, командант Клечке, Гани Краснићи и Исмет Киљај, командант из Малишева. Када смо извршили стрељања удаљили смо се и не знам шта је даље било са тим лешевима.” На питање истражног судије ко су били људи који су пуцали у цивиле, он је одговорио: „Војска”, а упитан да појасни која војска он је рекао: „УЧК” (ОВК).
Каснијим истраживањима, утврђено је да се ради о 22 убијена лица разних старости и оба пола. Откривање казамата у Клечки, који је по мучењима и убиствима подсећао на Јасеновац и Аушвиц, изазвало је шок у српској јавности, многобројна реаговања и захтеве међународној заједници да ОВК стави на листу терористичких организација. Нажалост, злочин над Србима у Клечки није добио одговарајући третман у медијској и дипломатској међународној јавности, тако да свету није представљен готово незабележен пример толико дивљег понашања над заробљеним цивилима.
Дана 1. септембра покренута је акција српских снага против ОВК у околини Призрена. У првој половини септембра, активности ОВК су пријављене у северном делу Косова и Метохије око Подујева. Крајем септембра, војска и МУП су извеле одлучну акцију да истерају ОВК из северних и централних делова Косова и Метохије, нарочито са планине Чичавице. Дана 22. септембра приликом борби на Чичавици гину војник Иван Петковић (1978) и двојица полицајаца — Бранислав Миленковић (1956) и Слободан Горјановић (1970).
Дана 25. септембра снаге војске и полиције ослобађају Глоговац, где је у борбама погинуло око 60 припадника ОВК. У току 25—26. септембра вођене су тешке борбе код села Горње Обриње и Трдевац источно од Глоговца. У ово село се повукла група припадника ОВК који су побегли са положаја када су уочили концентрацију војске и полиције код Глоговца. Војска и полиција, савлађујући снажан отпор ОВК из рејона Доњег и Горњег Обриња и северозападних падина Космача, успевају да савладају припаднике ОВК. Нанесени су им велики губици, док се мањи део припадника ОВК предао. У сукобу са ОВК је рањен командант борбене групе мајор Драган Трифуновић. Дана 25. септембра у овим борбама погинула су седморица припадника полиције — Славомир Бојанић (1970), Александар Пантовић (1973), Огњен Петровић (1975), Драгослав Тадић (1962), Горан Живадиновић (1969), Рајко Радовановић (1973) и Мирослав Словић (1974). Велике борбе вођене су око села Трдевац 26. септембра и у њима су погинули полицајци Љубомир Љубомировић (1966), Сретен Милић (1970) и Вељко Миљковић (1968). Свеукупно, у та два дана су у борбама против ОВК погинула десеторица полицајаца.
Начелник ресора јавне безбедности МУП-а Србије генерал-пуковник Властимир Ђорђевић изјавио је да је организовани тероризам на Косову и Метохији поражен и да су, закључно са 28. септембром 1998. године, престала сва оружана, антитерористичка дејства српских снага безбедности.

## Споразум Холбрук—Милошевић
Све ово време су из држава НАТО пакта стизале су претње војном интервенцијом. Након обуставе антитерористичких дејстава војске и полиције, како се ситуација у односима са НАТО погоршавала, приступило се преговорима за политичко налажење решења кризе на Косову и Метохији. Споразум Холбрук—Милошевић постигнут је 13. октобра]] 1998. Након вишедневних разговора председника СРЈ Слободана Милошевића са америчким изаслаником Ричардом Холбруком склопљен је Споразум о решавању косовско-метохијске кризе. Милошевић је одобрио долазак верификаторске мисије ОЕБС на простор Косова и Метохије. Ипак, СРЈ су САД и ЕУ увели нове међународне санкције (оно што је познато широј јавности као „друге санкције”, док се под „првим” подразумевају санкције УН 1991—1995), које су без обзира на окончање сукоба наредне године укинуте тек након свргавања Милошевића са власти крајем 2000.
Споразумом је прецизирано повлачење дела снага ВЈ и МУП-а Србије. На Косово и Метохију упућује се 1.300 посматрача ОЕБС под називом „верификатори”, а НАТО је добио овлашћење да из ваздуха надзире војне активности на подручју Косова и Метохије. На челу мисије постављен је Вилијам Вокер. Споразумом је дефинисано да међународна заједница има надзор над ситуацијом на Косову и Метохији, а да тај надзор спроведе мисија ОЕБС и мисија НАТО.
Након потписивања, први корак који је уследио било је повлачење дела снага ВЈ и МУП-а Србије са Косова и Метохије. У року од 24 часа повучено је више од 6.000 полицајаца, чиме је СРЈ испунила најважније одредбе споразума. ВЈ се са теренских положаја повукла у касарне на Косову и Метохији. Полиција је сада под контролом имала само 25 пунктова на читавом подручју покрајине, док је војска под контролом држала само седам положаја, од тога пет на граници са Албанијом и два положаја у унутрашњости покрајине. Припадници ОВК су овај Споразум искористили да би заузели положаје које су изгубили током офанзиве МУП-а и ВЈ лета 1998. ОВК је такође Споразум искористила да би започела нове нападе. Генерал Владимир Лазаревић, командант Приштинског корпуса, изјавио је: Из дана у дан било је све више напада, ситуација се погоршавала, а имали смо и податке о тачном термину када ће на пролеће 1999. године поново ојачати оружана побуна. Крајем 1998, ОВК је запосела између 400 и 600 села на Косову и Метохији.” ОВК је споразум искористио да би започео нову офанзиву.
Договор председника СРЈ Милошевића и америчког изасланика Холбрука о решавању косовско-метохијског проблема почео је да се реализује. У складу са тим МУП Србије почео је 26. октобра уклањање преосталих 25 пунктова на Косову и Метохији. И јединице Војске Југославије на Косову и Метохији почеле су у преподневним сатима 26. октобра повлачење у матичне гарнизоне.
Ипак, напади ОВК су се наставили. У близини села Дубрава, у општини Ораховац, 6. новембра припадници ОВК отели су полицајца Илију Вујошевића (1950) из Приштине и припадника резервног састава полиције Дејана Дјатлова (1975) из Косова Поља, који су се налазили у службеном возилу марке дајц и превозили намирнице за полицајце на терену. Тела полицајаца Вујошевића и Дјатлова пронађена су 9. новембра у Малишеву, стотинак метара од центра насеља, а непосредно испред стамбене зграде некадашње Скупштине општине и објекта основне школе из које су албански екстремисти 8. новембра минобацачима, ручним бацачима и аутоматским оружјем гађали полицијску станицу у Малишеву.
Дана 14. децембра југословенско-албанску границу покушао је да пређе већи број припадника ОВК. Војска Југославије поставила је заседу и дошло је до сукоба у коме је страдало 37 припадника ОВК.
Нова акција ОВК догодила се 14. децембра у Пећи. Напавши кафић Панда, омиљено састајалиште младих средњошколаца, око 20.10 сати, двојица маскираних мушкараца наоружаних аутоматским пушкама кинеске производње, пуцајући на госте кафића убили су: Ивана Обрадовића (14), Драгана Трифовића (17), Вукоту Гвозденовића (16) и Ивана Радевића (25). У приштинској болници ранама су подлегли Зоран Станојевић (17) и Светислав Ристић (17). Убиство младића српске националности се сматрало осветом за погибију 37 чланова ОВК на граници раније тог дана.
Према извештају ОЕБС из децембра 1998: „Југословенске и српске војне и безбедносне снаге су усмеравале своја дејства примарно према заједницама на Косову која су се налазила у областима транзитних рута којима су пролазили борци ОВК или у којима су се налазиле базе ОВК.” Односно, пре 24. марта 1999 (почетка НАТО бомбардовања СРЈ), није постојало систематско етничко чишћење области у којима су живели Албанци.

## Преговори у Рамбујеу и случај Рачак
И поред попуштања југословенске стране, НАТО, а пре свих САД, које су подржавале ОВК, крајем 1998. распоредили су око СРЈ велике ваздушне снаге, а повећана је и борбена готовост других војних видова. Највећи број авиона био је распоређен у америчким базама у Италији, пре свега у Авијану. У Јадранско море је упловио известан број носача авиона и подморница, пре свега америчких и француских.
Како су се сукоби на Косову и Метохији наставили, Контакт група је у фебруару 1999. организовала мировне преговоре у дворцу Рамбује, близу Париза. У почетку је југословенска страна била ближе потписивању понуђеног документа, који је захтевао распоређивање мањег броја снага УН на Косову и Метохији уз присуство југословенских снага. Албанци су одмах одбацили предлог. Међутим, после неколико дана, Слободан Милошевић је, према неким наводима, лично забранио потписивање понуђеног документа, правдајући то подривањем суверенитета и територијалног интегритета СРЈ.
У једној изјави, док је присуствовала преговорима, тадашња америчка државна секретарка Мадлен Олбрајт изјавила је да би било најбоље да обе стране потпишу документ, али уколико се деси да нико не потпише, Контакт група би извршила притисак. Међутим, додала је: „уколико Албанци не потпишу, а Срби то учине, ми (САД) ћемо им укинути финансијску помоћ. Уколико се деси обрнуто, ми ћемо бомбардовати Југославију.” Већ је тада постало јасно да је интервенција ограничена на покрајину искључена, те да је известан напад на целу земљу.
Casus belli за саму акцију је стигао 15. јануара 1999. када се десио случај Рачак. До данас, званичан став Србије јесте да су то били маскирани припадници ОВК, међутим чланови верификаторске мисије ОЕБС су известили да је то био акт етничког чишћења. Новонасталу ситуацију искористили су америчке дипломате, пре свих Мадлен Олбрајт, која је извршила успешан притисак на вођу албанске делегације Хашима Тачија, тако да је албанска делегација потписала предлог споразума.
Почетком марта, мисија ОЕБС се повукла са Косова и Метохије, најављујући тиме да се међународна заједница и дефинитивно одлучила за рат како би решила питање статуса покрајине. Дана 22. марта, велики број страних медија је почео да извештава како је војна акција сасвим извесна. Наредни дан, 23. март, био је посебно драматичан. Амерички изасланик за Балкан, Ричард Холбрук, дошао је у Београд како би наводно „убедио Милошевића да пристане на предлог из Рамбујеа”. Детаљи састанка су до данас непоуздани и контроверзни. Холбрук је у једном интервјуу изјавио да је Милошевић својим хладнокрвним ставом изазивао рат, говорећи да је то већ „готова ствар”, те да он није имао другог избора него да напусти земљу и да знак америчким и НАТО снагама за акцију. Војни аналитичари, пак, тврде да је ова посета била плод медијске манипулације, те да је Холбрук практично дошао да Милошевића обавести да је одлука већ донесена. Те вечери, премијер Југославије, Момир Булатовић је објавио непосредну опасност од ратног стања. Генерални секретар НАТО-а, Хавијер Солана одобрио је нападе. Наредни дан цивилно становништво целе земље је провело у ишчекивању напада.

## НАТО бомбардовање Југославије
НАТО је 24. марта 1999. године у 20 часова почео ваздушне нападе на војне циљеве у СРЈ. Савезна влада је одмах увела ванредно и ратно стање. Црна Гора је неколико дана касније објавила да ово стање на њеној територији не постоји, јер до озбиљнијих ратних дејстава у тој републици није ни дошло. Ово је било друго важније војно уплитање НАТО пакта након бомбардовања Републике Српске током 1995. и највећи је војни сукоб на простору Србије од времена Другог светског рата. НАТО је бомбардовање спровео без одобрења Савета безбедности Уједињених нација и извршио инвазију на земљу, због чега остаје контроверзна тема.
У нападима који су без прекида трајали 78 дана тешко су оштећени инфраструктура, привредни објекти, школе, здравствене установе, медијске куће, споменици културе, цркве, манастири и други објекти. НАТО снаге су током бомбардовања користиле муницију са осиромашеним уранијумом, као и касетне бомбе. Поред тога, ово је био и први рат у коме је коришћен стелт-бомбардер Ф-117 и Б-2, који је полетао право из базе у САД, наоружан сателитски навођеним бомбама или ракетама.
Од летелица НАТО савеза, које је одбрана ВЈ успела да обори, свакако је било најзначајније обарање поноса америчке авијације Ф-117, познат под називом „невидљиви”. Одбрана ВЈ имала је време од око 20 секунди да претражује небо својим радарима пре него што би их открили авиони НАТО пакта и гађали. Ипак, Ф-117 је оборен 27. марта 1999. који се срушио на подручју села Буђановци код Руме. То је било његово прво обарање у рату уопште. Тај тип авиона је грађен специјалном технологијом и материјалима да би био тешко приметан за радаре. До тада су том технологијом располагале само САД. Скупоцени материјал од кога је био направљен лежао је у равници на северозападу Србије и претпоставља се да је одатле неки његов узорак стигао и до Кине и олакшао да Кина убрзо развије свој тип „невидљивих” авиона.
НАТО је приликом бомбардовања Србије користио муницију са осиромашеним уранијумом, као и касетне бомбе за бомбардовање цивилних циљева, што је забрањено по Женевској конвенцији. НАТО је лансирао укупно 1.300 крстарећих ракета, изручио 37.000 „касетних бомби”. Само од последица касетних бомби, у току бомбардовања погинуло је око 200 особа, а рањено више стотина. На површину Србије је бачено око 1.000 касетних бомби на 219 локација на површини од 23.000 2. Од завршетка НАТО бомбардовања до 2006. на територији Србије и Црне Горе је од касетних бомби погинуло шест особа, док је 12 рањено.
У бомбардовању је уништено и оштећено 25.000 стамбених објеката, онеспособљено 470  путева и 595  пруга. Оштећено је 14 аеродрома, 19 болница, 20 домова здравља, 18 дечјих вртића, 69 школа, 176 споменика културе и 44 моста, док је 38 разорено. Такође су уништене две рафинерије нафте (у Панчеву и Новом Саду), порушен Авалског торња, зграда Радио-телевизије Србије, петрохемија у Панчеву, бомбардовани мостови у Новом Саду, фабрика аутомобила Застава из Крагујевца, Дуванска индустрија у Нишу, амбасада Народне Републике Кине, као и многи други цивилни циљеви.
На српској страни борили су се страни добровољци, међу њима и око 40 Јевреја и известан број Руса и Украјинаца. У редовима ОВК борило се више стотина исламских плаћеника са искуством из претходних ратова по Азији и Африци. Они су дошли на Косово и Метохију из Авганистана, Чеченије, Турске, Пакистана, Алжира, Босне и Херцеговине, Албаније, Хрватске и из земаља западне Европе (у првом реду из Швајцарске и Немачке).

### Сарадња ОВК и НАТО током бомбардовања
Најкасније почетком НАТО бомбардовања СР Југославије 24. марта 1999, ОВК постаје савезник НАТО пакта. Током бомбардовања је НАТО, што се тиче циљева на Косову и Метохији, био у сталном контакту са ОВК. Тај контакт је оствариван преко Војске Албаније и путем незваничних канала тј. преко шпијуна ЦИА, САС и других тајних служби. Од стране британског САС-а обучавани припадници ОВК су након обуке у Албанији, опремани модерном комуникационом техником уз помоћ које су након преласка на територију СРЈ наводили бомбардере НАТО-а на циљеве на земљи.

### Битка на Кошарама
Битка на Кошарама била је битка између припадника Војске Југославије и припадника ОВК, подржаване регуларном Војском Републике Албаније и НАТО авијацијом. Битка се водила око граничног прелаза Раша Кошарес на граници СР Југославије и Албаније између 9. априла и 10. јуна 1999, током НАТО бомбардовања.
Циљ напада са албанске стране била је копнена инвазија на Косово и Метохију и пресецање комуникације између јединица ВЈ у Ђаковици и у Призрену. Такође, још један циљ је био и заузимање ширег подручја Метохије током тог напада. После тешких борби ВЈ успела је да порази ОВК и спречи њихов улазак на Косово и Метохију. Припадници ОВК успели су да заузму караулу Кошаре због артиљеријске подршке Војске Албаније, подршке НАТО авијације и малог броја војника ВЈ на томе подручју који су морали да се повуку, али су поражени у њиховом плану копнене инвазије на том правцу упркос подршци коју су имали.

### Операција Стрела
Операција Стрела је агресивна војна операција, садржана у скупу нападачких борбених дејстава ОВК, потпомогнутих снагама албанске војске и НАТО-a, против јединица Војске Југославије у периоду од 26. маја до 10. јуна 1999. Циљ операције Стрела био је сламање отпора, разбијање и уништење одбрамбених пограничних снага ВЈ, те отварање коридора за додатно убацивање припадника ОВК на подручје Косова и Метохије и пресецање комуникација на линији Пећ—Призрен.
У ширем плану, ова операција је требало да обезбеди јужни коридор, који би послужио за евентуалну инвазију снага НАТО на територију СРЈ. Ова операција је трајала паралелно са интензивним бомбардовањем Југославије од стране истих снага. Операција Стрела је по својим карактеристикама класична ваздухопловно-копнена операција. Ова операција завршена је неуспешно, јер је Војска Југославије и поред велике надмоћи противника, одбила све нападе и спречила пробијање границе.

## Кумановски споразум и Резолуција 1244.
Почетком јуна 1999. Слободан Милошевић је изненада отпочео нове, до тада најсложеније преговоре. Технички, нови предлог је настао као плод разговора  председника Финске Мартија Ахтисарија, америчког дипломате Строба Талбота и специјалног изасланика председника Русије Бориса Јељцина, Виктора Черномирдина. Предлог су у Београд донели њих тројица. Убрзо, он је верификован на седници Г8, као и на седници Скупштине Србије. Текст је прослеђен војним делегацијама НАТО-а и ВЈ, који су у Куманову, у НАТО-овом кампу преговарале око детаља споразума.
Ваздушни напади на СРЈ су обустављени 10. јуна, након потписивања Војно-техничког споразума о повлачењу Војске Југославије и Полиције Србије са Косова и Метохије. Савет безбедности Уједињених нација је донео Резолуцију 1244, чија суштина је у томе да Косово и Метохија остају у саставу СРЈ (данас Србије), али и да државна администрација престаје да има утицај на покрајину. Државни органи, Савезна влада Савезне Републике Југославије и Влада Републике Србије су, према споразуму, схватали и били сагласни да међународне безбедносне снаге (КФОР) буду распоређене по усвајању Резолуције СБ УН 1244 из тачке 1, да неометано функционишу у оквиру Косова и Метохије и да буду овлашћене да предузимају све неопходне акције у циљу успостављања и одржавања безбедног окружења за све грађане Косова и Метохије, као и да на други начин обављају своју мисију. Они су даље сагласни да поштују све обавезе из овог споразума и да олакшају распоређивање и функционисање ових снага.
Изненађење је настало 12. јуна, када су се на Косову и Метохији најпре и то у великом броју нашле руске снаге, иако је договором било јасно предвиђено да оне чини симболичан део међународних снага, тј. да НАТО буде војни предводник мировне мисије. Договором НАТО-а и Русије, ове снаге су временом смањене, да би се касније у потпуности повукле из покрајине.

## Пропагадно деловање
Током рата на Косову и Метохији, Клинтонова администрација и званичници НАТО били су оптужени за надувавање броја убијених косовско-метохијских Албанаца, као и демонизацију Срба да би оправдали умешаност САД у сукоб. Председник САД Бил Клинтон упоредио је догађаје на Косову и Метохији са Холокаустом и прогоном Јевреја током Другог светског рата. Администрација је у више наврата описивала ситуацију на Косову и Метохији као геноцид. Дана 16. маја 1999. секретар одбране САД Вилијам Коен наступио је у емисији Face the Nation и изнео лажну тврдњу да је убијено 100.000 Албанаца.
Канадски политиколог Марк Волфграм је навео да је случај Рачак доказан ратни злочин, али је тврдио да има много проблематичних делова у причи и како је манипулисала Клинтонова администрација, на пример некритичким игнорисањем чињенице да је ОВК користила Рачак као базу за нападе на снаге безбедности СРЈ. После Рачка, Клинтонова администрација је покренула „пропагандни блиц” да убеди амерички народ да је интервенција у Југославији неопходна. Волфграм је такође критиковао извештавање о лажној операцији Потковица и објаснио да је јасно да постоји координирана акција Милошевићевих снага, али је НАТО покушао да стави до знања да реагује на нешто што је у току од новембра 1998. Многи научници, укључујући Сабрину П. Рамет, доводе у питање постојање операције Потковица.

## Последице

### Људске жртве
У јуну 2000. Црвени крст је известио да се 3.368 цивила и даље води као нестало, скоро годину дана након сукоба, од којих се већина може „претпоставити мртвима”. Студија истраживача из Центра за контролу и превенцију болести у Атланти објављена 2000. у медицинском часопису The Lancet, процењује да се „12.000 смртних случајева у укупној популацији” може приписати рату.
Број цивилних жртава у НАТО бомбардовању СРЈ још увек није прецизно утврђен, а досадашње процене варирају у зависности од извора. Према српским изворима од последица НАТО бомбардовања погинуло је између 1.200 и 5.700 цивила (најчешће се наводи око 2.500). Према тврдњама организације Human Rights Watch погинуло је између 489 и 528 цивила. Од последица бомбардовања је теже и лакше је повређено око 6.000 цивила, међу њима 2.700 деце.
У току рата на Косову и Метохији и НАТО бомбардовања СРЈ, погинуло је 1.008 припадника Војске Југославије и Полиције Србије (659 војника и 342 полицајца), од тога 271 од последица НАТО бомбардовања (249 војника и 22 полицајца). Историчар Бојан Ђокић утврдио је да су 322 припадника МУП-а били жртве албанских паравојних формација. Према званичним проценама, у току рата на Косову и Метохији, погинуло је више од 4.000 припадника ОВК.

### Масакри албанских цивила
- Масакр у Горњем Обрињу
- Масакр у Сувој Реци
- Масакр у Великој Круши
- Масакр у Избици
- Масакр у Меји
- Масакр у Ћушкој
- Масакр у Вучитрну

### Масакри српских цивила
- Масакр у Клечки
- Напад на Ораховац
- Масакр на Радоњићком језеру
- Напад на кафић у Пећи
- Масакр на Волујаку
- Масакр у Старом Грацком

### Избеглице
У пролеће и лето 1998. у време највећих сукоба Полиције Србије и Војске Југославије са ОВК, неколико десетина хиљада цивила избегло је од својих домова. Избеглице су биле искључиво из сеоских подручја, која су била поприште сукоба. Међу њима је било највише Албанаца, који су се склањали по шумама или суседним селима, када је војска и полиција вршила офанзиве на положаје ОВК, али и Срба који су били угрожени нападима ОВК.
У току НАТО бомбардовања СРЈ, са Косова и Метохије избегло је око 800.000 Албанаца. Највећи део албанских избеглица отишло је у Албанију, а мањи део у Црну Гору. Албанске избеглице вратиле су се својим кућама, убрзо након завршетка рата.
Према резултатима Комесаријата за избеглица Републике Србије и УНХЦР-а, после окончања НАТО бомбардовања и стационирања међународних снага на Косову и Метохији, са овог подручја је до 2000. године расељено 187.129 лица, на друге територије Југославије. Највећи интензитет расељавања догодио се у јуну 1999. године. Посматрано по окрузима, највећи број расељених лица је из Косовског управног округа, са кога је до 2000. године расељено 78.881, од чега је готово половина расељена из града Приштине (35.942 лица). Већина расељених лица сместило се у граду Београду, као и Рашком и Пчињском управном округу. Према подацима Владе Србије регистрација расељених лица са Косова и Метохије обављена 2000. године показала је да их је у Србији било више од 200.000.

### Материјална штета
Процењена материјална штета током НАТО бомбардовања СР Југославије износи (по процени Савезне владе СР Југославије) 100 милијарди америчких долара, док је Г-17 (група од седамнаест независних економиста, касније део политичке опозиције власти) дала процену од око 30 милијарди долара. Нема података о материјалној штети насталој у току рата на Косову и Метохији, пре НАТО бомбардовања.

#### Уништавање културних добара
Током рата је започето систематско уништавање српских културних добара, које траје до данашњег дана. По студији Јове Медојевића и Саше Милосављевића из 2022, највише је цркви и манастира девастирано и уништено у периоду од 24. марта до 9. јуна 1999, али и до јануара 2000. Касније је опет уништавано током мартовског погрома. Медојевић и Милосављевић тврде да је највећи број манастира и цркви урушаван са минско-експлозивним средствима (бомбама, динамитом, артиљеријским гранатама), али и да су паљени и пљачкани, да би неколико њих биле девастиране по више пута (попут цркви Свете Петке у Доњој Шипашници код Косовске Каменице и Светог пророка Илије у селу Некодим код Урошевца које су уништене по три пута, обе по први пут 1999). По њима је у периоду од 1999. до 2022. девастирано преко 120 цркви и храмова. По њима, УНМИК и КФОР нису значајно утицали да се заштити културно наслеђе, док је српским стручњацима забрањен улаз на територију Косова и Метохије.

### Трговина људским органима
Трговина људским органима на Косову и Метохији (или Досије Жута кућа) је назив који се у јавности користи за истрагу о трговини људским органима у Албанији и на Косову и Метохији током 1999. Прва је тврдње о трговини људским органима изнела у јавност бивша тужитељка Хашког трибунала Карла дел Понте у својој књизи Лов: Ја и ратни злочинци, коју је објавила по одласку са дужности. У својој књизи, Дел Понте је изнела податке да је 1999. сазнала од новинара да је око 300 Срба и других неалбанаца било отето и пребачено у Албанију, где су им вађени органи, који су затим слани у Италију, одакле су дистрибуисани у клинике широм Европе и света. У књизи спомиње насеље Бурел у Албанији, где су жртвама вађени органи у кући коју она у књизи назива „жута кућа”. Према извештају Савета Европе од 12. децембра 2010. организатор отимања људи и трговине људским органима био је Хашим Тачи и Дреничка група.
Хашки Трибунал покренуо је 13. јануара 2005. истрагу о трговини органима, на основу предмета који су пронађени у „жутој кући”. Истрага је носила назив „Дон Кихот”. Истражиоци Хашког трибунала пронашли су у „жутој кући” разне предмете, за које је постојала основана сумња да су коришћени за вађење органа отетим Србима и неалбанцима. Међу предметима који су пронађени, налазили су пластичне посуде, празне боце са називима лекова који се користе при хируршким интервенцијама (tranxene, chlooraphemical, cinarizine, biscopean), и металне крхотине које су подсећале на остатке хируршких инструмената.
Према истрази коју је спровело српско тужилаштво за ратне злочине, хируршки захвати над жртвама трговине органима извођени су у домовима здравља или болницама који су током рата коришћени за лечење војника ОВК. За те потребе коришћен је део болнице у касарни „Бајрам Цури”, дом здравља у фабрици „Кока-Коле” у Тирани, неуропсихијатријска болница у затвору број 320 у месту Бурељ и приватна кућа адаптирана у болницу у близини места Тропоја, жута кућа. Поред тих локација, српско тужилаштво располаже подацима да је постојао и противзаконити затвор у руднику Дева који се налази у пограничном делу између Космета и Албаније, један крај тунела је на Космету, а други у Албанији.

## Битке и сукоби
| Битка                                    | Година                          | Резултат      |
| ---------------------------------------- | ------------------------------- | ------------- |
| Сукоби на граници Југославије и Албаније | 22. јануар — 31. децембар 1998. | Српска победа |
| Сукоб у Ликошану                         | 28. фебруар 1998.               | Српска победа |
| Дренички инцидент                        | фебруар—март 1998.              | Српска победа |
| Ликвидација терориста Јашари             | 5—6. март 1998.                 | Српска победа |
| Битка код Лапушника                      | 7—10. март 1998.                | Победа ОВК    |
| Сукоби код Поношевца                     | 3—6. мај 1998.                  | Српска победа |
| Деблокада Дечана                         | 1—3. јун 1998.                  | Српска победа |
| Сукоб код рудника Белаћевац              | 22. и 30. јун 1998.             | Српска победа |
| Битка на Лођи — битка                    | 6—12. јул 1998.                 | Победа ОВК    |
| Напад на Ораховац                        | 17—20. јул 1998.                | Српска победа |
| Деблокада Дуља                           | август 1998.                    | Српска победа |
| Битка на Лођи — битка                    | 10—17. август 1998.             | Српска победа |
| Сукоб у Лезу                             | 1. септембар 1998.              | Српска победа |
| Деблокада Глоговца 1998.                 | 25. септембар 1998.             | Српска победа |
| Битка за Глођане                         | 11—12. новембар 1998.           | Српска победа |
| Битка код Подујева                       | 23—27. децембар 1998.           | Српска победа |
| Сукоб у Рогову                           | 29. јануар 1999.                | Српска победа |
| Сукоб у Јешкову                          | 11. март 1999.                  | Српска победа |
| Сукоб у Кабашу                           | 17. март 1999.                  | Српска победа |
| Операција Ехо                            | 24. март — 10. јун 1999.        | Српска победа |
| Битка на Кошарама                        | 9. април — 10. јун 1999.        | Српска победа |
| Ваздушна битка код Ваљева                | 4. март 1999.                   | Српска победа |
| Битка на Паштрику                        | 26. мај — 10. јун 1999.         | Српска победа |
| Усиљени марш на Приштину                 | 11—12. јул 1999.                | Српска победа |
| Сукоби на југу Србије                    | 10. јун 1999 — 31. август 2001. | Српска победа |

## Галерија
- Српска деца избеглице из Цернице протерана са КиМ након бомбардовања и етничког чишћења које је спроводила ОВК
- Албанске избеглице
- Припадници ОВК предају оружје америчким маринцима. Село Жегра, 30. јун 1999.
- Православна црква на Косову и Метохији, срушена од стране албанских екстремиста јула 1999.
- Две хришћанке се моле на рушевинама Манастира Светог Козме и Дамјана у селу Зочишту. Манастир су динамитом срушили албански терористи
- Канадски форензичари истражују потенцијалну масовну гробницу
- Косовско-метохијско село порушено у току рата
- Споменик херојима са Кошара у Београду